# 할레셔 FC
할레셔 FC(Hallescher FC)는 독일 작센안할트주 할레의 축구 클럽으로 현재는 3. 리가에 참가하고 있다. 독일 민주 공화국(동독) 수립 이전인 1946년에 창단되었으며 1952년 DDR 오버리가에서 우승을 차지한 경력이 있다. 독일의 재통일 이후인 1991-92 시즌에서 2. 푸스볼-분데스리가에 속해 있었지만 한 시즌 만에 강등당했고 한때는 5부 리그로 강등되기도 했다.
2000-01 시즌부터 오버리가 남부 리그에 참가했으며 2008-09 시즌부터 4부 리그로 새로 재편된 레기오날리가 북부 리그에 참가했다. 2011-12 시즌에서 레기오날리가 북부 리그 1위를 차지하여 3. 리가로 승격되었다.

## 성적
- DDR 오버리가 2회 우승 (1948, 1952)
- FDGB-포칼 2회 우승 (1956, 1962)
- 작센안할트-포칼 4회 우승 (1994, 2002, 2008, 2010)
- NOFV-오버리가 남부 리그 1회 우승 (2008)
- 레기오날리가 북부 리그 1회 우승 (2012)

## 선수 명단

### 현역
참고: FIFA 자격 규정에 따라 소속된 국가대표팀 국기를 표시합니다. 선수는 복수의 FIFA 비회원국 국적을 가지고 있을 수 있습니다.
| 번호 | 포지션 | 국적       | 이름                   |
| ---- | ------ | ---------- | ---------------------- |
| 1    | GK     |            | 스벤 뮐러              |
| 2    | DF     | 카자흐스탄 | 로버트 버거            |
| 10   | MF     |            | 조셉 찰스 리처드슨 2세 |

| 번호 | 포지션 | 국적 | 이름 |
| ---- | ------ | ---- | ---- |

## 역대 감독
| 감독                  | 임기        |
| --------------------- | ----------- |
| 플로리안 슈노렌베르크 | 2020 ~ 2021 |